# Акиндинов, Пётр Иванович
Пётр Иванович Акиндинов (07.07.1929-31.03.2016) — российский конструктор военной техники, лауреат государственных премий.
В марте 1954 года окончил Ленинградский Военно-механический институт и поступил на работу в ОКБ-8 Свердловского машиностроительного завода (проектирование крупнокалиберной зенитной артиллерии), которое в 1966 году переименовано в ОКБ «Новатор» (п/я Р-6726). С 1991 года самостоятельное предприятие.
С начала 1960-х годов начальник отдела аэрогидродинамики и двигателей. Позднее — заместитель главного конструктора (упоминается в этой должности в 2014 году).
Принимал участие в создании ракетных комплексов.
Кандидат технических наук.
Государственная премия СССР 1981 года
Государственная премия РФ 1997 года
Похоронен на Сибирском кладбище.